# Wiktoryja Asaranka
Wiktoryja Fjodarauna Asaranka (belarussisch Вікторыя Фёдараўна Азаранка; englische Schreibweise Victoria Azarenka; * 31. Juli 1989 in Minsk, Weißrussische SSR, Sowjetunion) ist eine belarussische Tennisspielerin. Ihre bislang größten Erfolge verbuchte sie mit den Titelgewinnen 2012 und 2013 bei den Australian Open sowie dem Olympiasieg 2012 im Mixed-Wettbewerb. Sie übernahm als 21. Spielerin im Januar 2012 die Führung der Weltrangliste für insgesamt 51 Wochen.

## Karriere
Zu Asarankas frühen Erfolgen zählen der Gewinn des Titels ITF-Junior-World-Champion, der Juniorinnentitel im Einzel bei den Australian Open 2005 sowie die Achtelfinalteilnahmen 2008 bei den French Open und 2007 bei den US Open, wo sie sich Swetlana Kusnezowa geschlagen geben musste.
Darüber hinaus gewann sie im Mixed zusammen mit Maks Mirny 2007 die US Open. Bei den Australian Open verloren die beiden das Finale gegen Jelena Lichowzewa und Daniel Nestor. Im Jahr darauf erreichte sie in Melbourne mit Shahar Peer das Doppelfinale.
Seit 2005 kam sie im Fed Cup zu 19 Einsätzen für Belarus. Ihre Match-Bilanz: 21 Siege bei fünf Niederlagen.
Ihre bislang größten Erfolge sind die beiden Einzeltitel bei den Australian Open 2012 und 2013.
An der Seite von Maks Mirny gewann sie 2012 die olympische Goldmedaille im Mixed.

### 2009
Asaranka wurde im Einzel erstmals in den Top 10 geführt und beendete das Jahr auf Platz 7 der Weltrangliste. Sie gewann die Turniere von Miami (Finalsieg über die Weltranglistenerste Serena Williams mit 6:3, 6:1), Brisbane (Sieg über Marion Bartoli) sowie Memphis, wo sie sich gegen Caroline Wozniacki durchsetzte. In Indian Wells kam das Aus im Halbfinale gegen Wera Swonarjowa. Bei den French Open und in Wimbledon schied sie jeweils im Viertelfinale gegen die späteren Finalistinnen Dinara Safina bzw. Serena Williams aus.
Im Doppel gewann sie die Turniere von Indian Wells (mit Wera Swonarjowa) und Memphis (mit Caroline Wozniacki). Im Finale der French Open unterlag sie an der Seite von Jelena Wesnina der Paarung Anabel Medina Garrigues / Virginia Ruano Pascual.

### 2010
Asaranka gewann in Stanford ihr viertes WTA-Turnier. Sie schlug im Finale Marija Scharapowa klar in zwei Sätzen. Die Endspiele von Dubai und Eastborne verlor sie gegen Venus Williams bzw. Jekaterina Makarowa. Im Halbfinale von Montreal musste sie gegen Swonarjowa nach verlorenem ersten Satz im zweiten verletzungsbedingt aufgeben. In Melbourne war gegen die spätere Turniersiegerin Serena Williams Endstation im Viertelfinale.
Im Doppel gewann sie mit Marija Kirilenko das Turnier von Cincinnati durch einen Zweisatzfinalsieg über Lisa Raymond / Rennae Stubbs.

### 2011
Beim Rasenturnier von Wimbledon gab Asaranka auf dem Weg ins Halbfinale nur beim 6:3, 3:6, 6:2 über Daniela Hantuchová einen Satz ab. Dort unterlag sie der späteren Turniersiegerin Petra Kvitová knapp in drei Sätzen. Auch in Melbourne und in Paris hatte sie das Achtel- bzw. Viertelfinale erreicht. Am 12. September stand sie auf Rang 3 der WTA-Weltrangliste.
Anfang Mai gewann Asaranka an der Seite von Marija Kirilenko das WTA-Turnier von Madrid. Beim Doppelwettbewerb der French Open kamen die beiden bis ins Viertelfinale, wo sie sich den US-Amerikanerinnen Huber / Raymond geschlagen geben mussten. Ende Juli beim Hartplatzturnier in Stanford folgte ihr dritter gemeinsamer Titelgewinn.

### 2012
Mit einem Dreisatzsieg über Titelverteidigerin Li Na im Endspiel von Sydney sicherte sie sich ihren neunten WTA-Einzeltitel. Bei den Australian Open konnte sie mit einem 6:3, 6:0-Endspielsieg über Scharapowa ihren ersten Titel bei einem Grand-Slam-Turnier verbuchen. Damit übernahm sie auch die Führung in der Weltrangliste. Asaranka gewann danach überlegen und ohne Satzverlust das Turnier in Doha und zwei Wochen später in Indian Wells auch das vierte Turnier in Folge. Mit 26 Siegen in Folge gelang ihr der beste Saisonstart der WTA-Geschichte seit Martina Hingis 1997 – im Viertelfinale von Miami endete ihre Serie mit einer Niederlage gegen Marion Bartoli. Durch den Einzug ins Halbfinale von Wimbledon, wo sie der späteren Siegerin Serena Williams in zwei Sätzen unterlag, konnte sie wieder an die Spitze der Weltrangliste zurückkehren. Bei den Olympischen Spielen 2012 gewann Asaranka im Einzel die Bronzemedaille. Nachdem sie im Halbfinale Serena Williams deutlich in zwei Sätzen unterlegen war, behielt sie gegen Kirilenko mit 6:3, 6:4 die Oberhand. Im Mixed-Wettbewerb gewann Asaranka mit Maks Mirny das Finale gegen Laura Robson und Andy Murray in drei Sätzen. Mit diesem Gold gewann sie ihre zweite olympische Medaille.

### 2013
Ende Januar verteidigte Asaranka ihren Einzeltitel bei den Australian Open, sie besiegte im Finale Li Na in drei Sätzen (4:6, 6:4, 6:3). Anschließend gelang ihr bei den Qatar Total Open ihr 17. Turniersieg auf der WTA Tour. Im Finale besiegte sie Serena Williams in drei Sätzen. Es war ihr erster Sieg gegen Williams seit vier Jahren, an die sie dennoch die Weltranglistenführung verlor. Da sie bei den BNP Paribas Open nicht zu ihrem Viertelfinalmatch gegen Samantha Stosur antreten konnte, fiel sie erstmals seit Januar 2012 wieder auf Platz drei der Weltrangliste zurück. Ihren Start beim WTA-Turnier in Miami sagte sie ab und bei den Mutua Madrid Open scheiterte sie bereits in der zweiten Runde. Es folgte ein Finaleinzug beim Turnier in Rom, bei dem sie unter anderem Sara Errani besiegt hatte. Sie verlor das Endspiel gegen Serena Williams glatt in zwei Sätzen.
Bei den French Open erreichte Asarenka erstmals in ihrer Karriere das Halbfinale, sie verlor in drei Sätzen gegen Marija Scharapowa. In ihrer Erstrundenpartie in Wimbledon gegen Maria João Koehler zog sie sich zu Beginn des zweiten Satzes eine Knieverletzung zu. Sie gewann in zwei Sätzen, doch gegen Flavia Pennetta in Runde zwei trat sie nicht mehr an.
Als Topgesetzte erreichte sie beim Turnier in Carlsbad nach einem Halbfinalerfolg gegen Ana Ivanović das Endspiel, das sie gegen Stosur glatt in zwei Sätzen verlor. Es war ihre erste Niederlage im neunten Duell mit der Australierin. Nachdem Asaranka das Turnier von Toronto abgesagt hatte, konnte sie beim anschließenden Turnier in Cincinnati ihren zweiten Titelgewinn des Jahres feiern. Sie bezwang Serena Williams mit 8:6 im Tiebreak des dritten Satzes. Bei den US Open traf sie im Endspiel erneut auf Williams, gegen die sie mit 5:7, 7:6, 1:6 verlor.
Bis zum Jahresende gelang Asaranka nur noch ein Sieg. Bei den Toray Pan Pacific Open in Tokio unterlag sie nach einem Freilos zum Auftakt Venus Williams in zwei Sätzen, in Peking scheiterte sie in der ersten Runde an Andrea Petković. Beim Jahresabschlussturnier in Istanbul schlug sie Sara Errani, verlor jedoch gegen Li Na und Jelena Janković, so dass sie das Halbfinale verpasste.

### 2014
Wegen einer Fußverletzung verpasste Asaranka fünf Monate der Saison, unter anderem auch die French Open; die Verletzung zwang sie im September auch dazu, die Saison vorzeitig zu beenden. Der Saisonstart verlief vielversprechend mit einem Finaleinzug bei den Brisbane International, das sie in zwei Sätzen mit 4:6 und 5:7 gegen Serena Williams verlor. Ihren Titel aus dem Vorjahr bei den Australian Open konnte sie nicht verteidigen, hier schied sie im Viertelfinale gegen Agnieszka Radwańska mit 1:6, 7:5 und 0:6 aus. Nach dem WTA-Turnier in Indian Wells, wo sie bereits in der ersten Runde gegen Lauren Davis verlor, legte sie eine längere Pause ein, und kehrte erst zur Rasensaison zurück. Weiter als bis maximal in die zweite Runde kam sie aber bei ihren beiden Teilnahmen nicht, in Wimbledon verlor sie in dieser gegen Bojana Jovanovski mit 3:6, 6:3 und 7:5. Beim Vorbereitungsturnier für die US Open erreichte sie beim Rogers Cup das Viertelfinale, in diesem verlor sie gegen Agnieszka Radwańska mit 2:6 und 2:6. Bei den US Open schied sie ebenfalls im Viertelfinale aus. Nach dem WTA-Turnier in Tokio, wo sie im Achtelfinale verlor, beendete sie ihre Saison auf Platz 32 der Rangliste, ihrem niedrigsten Platz seit 2006.

### 2015
Sie startete die Saison 2015 bei den Brisbane Internationals. Trotz eines Matchballs verlor sie in der ersten Runde gegen Karolína Plíšková mit 6:4, 6:77 und 4:6. Bei den Australian Open erreichte sie das Achtelfinale, dort verlor sie gegen Dominika Cibulková mit 2:6, 6:3 und 3:6. Ihr einziges Finale der Saison spielte sie beim WTA-Turnier in Doha, in dem sie gegen Lucie Šafářová mit 4:6 und 3:6 das Nachsehen hatte. Auf dem Weg ins Finale hatte sie mit Angelique Kerber, Caroline Wozniacki und Venus Williams drei Top-20-Spielerinnen geschlagen. Bei den zwei nächsten Turnieren in Indian Wells und Miami kam sie maximal bis zur dritten Runde. Während der Sandplatzsaison spielte sie bei den drei Turnieren der höchsten Kategorien (Madrid, Rom und die French Open). Am weitesten schaffte sie es in Rom mit einem Viertelfinaleinzug, dort verlor sie gegen Marija Scharapowa mit 3:6 und 2:6. Beim Rasenturnier in Birmingham trat sie in der zweiten Runde wegen einer Fußverletzung nicht an. In Wimbledon schaffte sie es bis ins Viertelfinale, wo sie gegen Serena Williams mit 6:3, 2:6 und 3:6 verlor. Bei den Vorbereitungsturnieren für die US Open in Toronto und Cincinnati erreichte sie jeweils das Achtelfinale. Und beim letzten Grand-Slam-Turnier des Jahres kam erneut im Viertelfinale das Aus, dieses Mal verlor sie gegen Simona Halep mit 3:6, 6:4 und 4:6. Nach dem WTA-Turnier in Wuhan, bei dem sie in der zweiten Runde gegen Johanna Konta verlor, beendete sie ihre Saison.

### 2016
Nach zweieinhalb Jahren ohne Titelgewinn konnte Asaranka mit einem Zweisatzsieg über Angelique Kerber das Brisbane International gewinnen. Bei den Australian Open scheiterte sie im Viertelfinale in zwei Sätzen an der späteren Siegerin Kerber. Im März besiegte sie im Finale von Indian Wells die Weltranglistenerste Serena Williams. Zwei Wochen später sicherte sie sich auch den Titel bei den Miami Open mit einem 6:3, 6:2-Endspielsieg über Swetlana Kusnezowa. Beim Fed Cup im April steuerte sie mit ihren beiden Siegen in den Einzeln zwei wichtige Punkte zum 3:2-Erfolg gegen Russland bei. Die letzte Partie vor ihrer Schwangerschaftspause bestritt sie Ende Mai bei den French Open, wo sie gegen Karin Knapp in der ersten Runde beim Stande von 3:6, 7:66 und 0:4 aufgeben musste.

### 2017
Ihr erstes Turnier nach der Geburt bestritt sie auf Mallorca bei den Mallorca Open, wo sie im Achtelfinale ausschied. Ebenfalls im Achtelfinale kam das Aus bei den Wimbledon Championships. An den US Open konnte sie wegen eines Sorgerechtsstreits mit dem Vater ihres Kindes nicht teilnehmen.

### 2018
Ursprünglich wollte Asaranka beim WTA-Turnier in Auckland und den Australian Open starten; sie erhielt bei beiden Turnieren von der Turnierorganisation eine Wildcard, entschied sich aber wegen ihres andauernden Sorgerechtsstreits dagegen. Am 16. Januar 2018 wurde bekannt, dass sie das Sorgerecht für ihr Kind erhielt. Ihr erstes Turnier der Saison war in Indian Wells, wo sie in der zweiten Runde Sloane Stephens mit 1:6 und 5:7 unterlag. Beim darauffolgenden Turnier in Miami schaffte sie mit einem Halbfinaleinzug ihre beste Saisonleistung. In diesem Halbfinale verlor sie erneut gegen Sloane Stephens, dieses Mal mit 6:3, 2:6 und 1:6. Bei den French Open verlor sie in der ersten Runde gegen Kateřina Siniaková mit zweimal 5:7 und in Wimbledon in der zweiten Runde gegen Karolína Plíšková mit 3:6 und 3:6. Auch bei den restlichen Turnierteilnahmen, wie z. B. den US Open, gewann sie maximal zwei Spiele. Sie beendete die Saison auf Weltranglistenplatz 51.

### 2019
Im ersten Drittel der Saison gewann Asaranka nur die Hälfte ihrer zehn Partien, bei den Australian Open schied sie bereits in der ersten Runde gegen Laura Siegemund mit 7:65, 4:6 und 2:6 aus. Anfang April stand sie beim WTA-Turnier in Monterrey wieder in einem Finale, das sie gegen Garbiñe Muguruza beim Stand von 1:6 und 1:3 wegen einer Verletzung aufgab. Nach den US Open, wo sie in der ersten Runde gegen Aryna Sabalenka verlor, beendete sie ihre Saison vorzeitig.

### 2020
Aus „persönlichen Gründen“ verzichtete Asaranka auf eine Teilnahme an den Australian Open. Bei den US Open erreichte sie das Finale, das sie am 12. September 2020 gegen Naomi Ōsaka mit 6:1, 3:6 und 3:6 verlor. Zuvor hatte sie das ebenfalls in New York ausgetragene Vorbereitungsturnier gewonnen, bei dem Ōsaka im Finale verletzungsbedingt nicht antrat.

## Persönliches
Am 15. Juli 2016 gab Asaranka bekannt, dass sie und ihr Freund Billy McKeague am Ende des Jahres Eltern werden. In der Nacht vom 19. zum 20. Dezember 2016 gebar sie einen Jungen. Im Juli 2017 trennte sich das Paar, woraufhin es zu einem Sorgerechtsstreit kam. Dieser hatte schwere Folgen für Asarankas Karriere: Bis zur Klärung desselbigen wurde ihrem Sohn auf richterlichen Beschluss die Ausreise aus Kalifornien, dem Wohnort der Familie, untersagt. Asaranka entschied sich daher gegen die Teilnahme an weltweit stattfindenden Turnieren der WTA Tour. Erst nach Beendigung des Rechtsstreites Mitte 2018 nahm sie regelmäßig an Turnieren auch außerhalb Kaliforniens teil.

## Turniersiege

### Einzel
| Nr. | Datum            | Turnier         | Kategorie             | Belag             | Finalgegnerin      | Ergebnis       |
| --- | ---------------- | --------------- | --------------------- | ----------------- | ------------------ | -------------- |
| 1.  | 10. Januar 2009  | Brisbane        | WTA International     | Hartplatz         | Marion Bartoli     | 6:3, 6:1       |
| 2.  | 22. April 2009   | Memphis         | WTA International     | Hartplatz (Halle) | Caroline Wozniacki | 6:1, 6:3       |
| 3.  | 31. März 2009    | Miami           | WTA Premier Mandatory | Hartplatz         | Serena Williams    | 6:3, 6:1       |
| 4.  | 1. August 2010   | Stanford        | WTA Premier           | Hartplatz         | Marija Scharapowa  | 6:4, 6:1       |
| 5.  | 24. Oktober 2010 | Moskau          | WTA Premier           | Hartplatz (Halle) | Marija Kirilenko   | 6:3, 6:4       |
| 6.  | 2. April 2011    | Miami           | WTA Premier Mandatory | Hartplatz         | Marija Scharapowa  | 6:1, 6:4       |
| 7.  | 10. April 2011   | Marbella        | WTA International     | Sand              | Irina-Camelia Begu | 6:3, 6:2       |
| 8.  | 23. Oktober 2011 | Luxemburg       | WTA International     | Hartplatz (Halle) | Monica Niculescu   | 6:2, 6:2       |
| 9.  | 13. Januar 2012  | Sydney          | WTA Premier           | Hartplatz         | Li Na              | 6:2, 1:6, 6:3  |
| 10. | 28. Januar 2012  | Australian Open | Grand Slam            | Hartplatz         | Marija Scharapowa  | 6:3, 6:0       |
| 11. | 19. Februar 2012 | Doha            | WTA Premier 5         | Hartplatz         | Samantha Stosur    | 6:1, 6:2       |
| 12. | 18. März 2012    | Indian Wells    | WTA Premier Mandatory | Hartplatz         | Marija Scharapowa  | 6:2, 6:3       |
| 13. | 7. Oktober 2012  | Peking          | WTA Premier Mandatory | Hartplatz         | Marija Scharapowa  | 6:3, 6:1       |
| 14. | 14. Oktober 2012 | Linz            | WTA International     | Hartplatz (Halle) | Julia Görges       | 6:3, 6:4       |
| 15. | 26. Januar 2013  | Australian Open | Grand Slam            | Hartplatz         | Li Na              | 4:6, 6:4, 6:3  |
| 16. | 17. Februar 2013 | Doha            | WTA Premier 5         | Hartplatz         | Serena Williams    | 7:66, 2:6, 6:3 |
| 17. | 18. August 2013  | Cincinnati      | WTA Premier 5         | Hartplatz         | Serena Williams    | 2:6, 6:2, 7:66 |
| 18. | 9. Januar 2016   | Brisbane        | WTA Premier           | Hartplatz         | Angelique Kerber   | 6:3, 6:1       |
| 19. | 20. März 2016    | Indian Wells    | WTA Premier Mandatory | Hartplatz         | Serena Williams    | 6:4, 6:4       |
| 20. | 2. April 2016    | Miami           | WTA Premier Mandatory | Hartplatz         | Swetlana Kusnezowa | 6:3, 6:2       |
| 21. | 29. August 2020  | New York City   | WTA Premier 5         | Hartplatz         | Naomi Ōsaka        | kampflos       |

### Doppel
| Nr. | Datum            | Turnier      | Kategorie             | Belag             | Partnerin           | Finalgegnerinnen                         | Ergebnis         |
| --- | ---------------- | ------------ | --------------------- | ----------------- | ------------------- | ---------------------------------------- | ---------------- |
| 1.  | 8. Oktober 2006  | Taschkent    | WTA Tier IV           | Hartplatz         | Tazzjana Putschak   | Maria Elena Camerin Emmanuelle Gagliardi | kampflos         |
| 2.  | 22. Februar 2009 | Memphis      | WTA International     | Hartplatz (Halle) | Caroline Wozniacki  | Juliana Fedak Michaella Krajicek         | 6:1, 7:62        |
| 3.  | 24. März 2009    | Indian Wells | WTA Premier Mandatory | Hartplatz         | Wera Swonarjowa     | Gisela Dulko Shahar Peer                 | 6:4, 3:6, [10:5] |
| 4.  | 15. August 2010  | Cincinnati   | WTA Premier 5         | Hartplatz         | Marija Kirilenko    | Lisa Raymond Rennae Stubbs               | 7:64, 7:68       |
| 5.  | 7. Mai 2011      | Madrid       | WTA Premier Mandatory | Sand              | Marija Kirilenko    | Květa Peschke Katarina Srebotnik         | 6:4, 6:3         |
| 6.  | 31. Juli 2011    | Stanford     | WTA Premier           | Hartplatz         | Marija Kirilenko    | Liezel Huber Lisa Raymond                | 6:1, 6:3         |
| 7.  | 2. März 2019     | Acapulco     | WTA International     | Hartplatz         | Zheng Saisai        | Desirae Krawczyk Giuliana Olmos          | 6:1, 6:2         |
| 8.  | 19. Mai 2019     | Rom          | WTA Premier 5         | Sand              | Ashleigh Barty      | Anna-Lena Grönefeld Demi. Schuurs        | 4:6, 6:0, [10:3] |
| 9.  | 20. Juni 2021    | Berlin       | WTA 500               | Rasen             | Aryna Sabalenka     | Nicole Melichar Demi Schuurs             | 4:6, 7:5, [10:4] |
| 10. | 7. Mai 2023      | Madrid       | WTA 1000              | Sand              | Beatriz Haddad Maia | Cori Gauff Jessica Pegula                | 6:1, 6:4         |

### Mixed
| Nr. | Datum          | Turnier           | Kategorie         | Belag     | Partner    | Finalgegner                       | Ergebnis         |
| --- | -------------- | ----------------- | ----------------- | --------- | ---------- | --------------------------------- | ---------------- |
| 1.  | September 2007 | US Open           | Grand Slam        | Hartplatz | Maks Mirny | Meghann Shaughnessy Leander Paes  | 6:4, 7:66        |
| 2.  | Juni 2008      | French Open       | Grand Slam        | Sand      | Bob Bryan  | Katarina Srebotnik Nenad Zimonjić | 6:2, 7:64        |
| 3.  | 5. August 2012 | Olympische Spiele | Olympische Spiele | Rasen     | Maks Mirny | Laura Robson Andy Murray          | 2:6, 6:3, [10:8] |

## Karrierestatistik und Turnierbilanz

### Einzel
Die letzte Aktualisierung erfolgte nach dem WTA-Turnier in Bad Homburg 2025.
| Turnier                      | 2003              | 2004              | 2005              | 2006              | 2007              | 2008              | 2009              | 2010              | 2011              | 2012              | 2013              | 2014              | 2015              | 2016             | 2017              | 2018              | 2019              | 2020              | 2021              | 2022              | 2023              | 2024             | 2025             | T / T       | S/N         | Sieg%       |
| ---------------------------- | ----------------- | ----------------- | ----------------- | ----------------- | ----------------- | ----------------- | ----------------- | ----------------- | ----------------- | ----------------- | ----------------- | ----------------- | ----------------- | ---------------- | ----------------- | ----------------- | ----------------- | ----------------- | ----------------- | ----------------- | ----------------- | ---------------- | ---------------- | ----------- | ----------- | ----------- |
| Australian Open              | –                 | –                 | –                 | 1                 | 3                 | 3                 | AF                | VF                | AF                | S                 | S                 | VF                | AF                | VF               | –                 | –                 | 1                 | –                 | 1                 | AF                | HF                | AF               | 1                | 2 / 17      | 50:15       | 77 %        |
| French Open                  | –                 | –                 | –                 | 1                 | 1                 | AF                | VF                | 1                 | VF                | AF                | HF                | –                 | 3                 | 1                | –                 | 1                 | 2                 | 2                 | AF                | 3                 | 1                 | 2                | 2                | 0 / 18      | 30:18       | 63 %        |
| Wimbledon                    | –                 | –                 | –                 | 1                 | 3                 | 3                 | VF                | 3                 | HF                | HF                | 2                 | 2                 | VF                | –                | AF                | 2                 | 3                 | n. a.             | 2                 | –                 | AF                | –                | 1                | 0 / 16      | 36:15       | 71 %        |
| US Open                      | –                 | –                 | –                 | 3                 | AF                | 3                 | 3                 | 2                 | 3                 | F                 | F                 | VF                | VF                | –                | –                 | 3                 | 1                 | F                 | 3                 | AF                | 2                 | 3                |                  | 0 / 17      | 48:17       | 74 %        |
| WTA Finals                   | –                 | –                 | –                 | –                 | –                 | –                 | RR                | RR                | F                 | HF                | RR                | –                 | –                 | –                | –                 | –                 | –                 | n. a.             | –                 | –                 | –                 | –                |                  | 0 / 5       | 8:10        | 44 %        |
| Doha                         | andere Kategorie  | andere Kategorie  | andere Kategorie  | andere Kategorie  | andere Kategorie  | –                 | n. a. bzw. a. K.  | n. a. bzw. a. K.  | n. a. bzw. a. K.  | S                 | S                 | –                 | a. K.             | –                | a. K.             | –                 | a. K.             | –                 | a. K.             | 2                 | a. K.             | VF               | 1                | 2 / 5       | 15:2        | 88 %        |
| Dubai                        | andere Kategorie  | andere Kategorie  | andere Kategorie  | andere Kategorie  | andere Kategorie  | andere Kategorie  | –                 | F                 | AF                | andere Kategorie  | andere Kategorie  | andere Kategorie  | –                 | a. K.            | –                 | a. K.             | –                 | a. K.             | –                 | a. K.             | AF                | 2                | 2                | 0 / 5       | 9:5         | 64 %        |
| Indian Wells                 | –                 | –                 | –                 | Q2                | 3                 | –                 | HF                | 3                 | VF                | S                 | VF                | 2                 | 3                 | S                | –                 | 2                 | 2                 | n. a.             | F                 | 3                 | 2                 | 2                | 2                | 2 / 16      | 35:13       | 73 %        |
| Miami                        | –                 | –                 | –                 | 3                 | 3                 | 3                 | S                 | AF                | S                 | VF                | –                 | –                 | 3                 | S                | –                 | HF                | 2                 | n. a.             | AF                | 3                 | 3                 | HF               | 2                | 3 / 16      | 44:13       | 77 %        |
| Charleston                   | –                 | –                 | –                 | –                 | –                 | AF                | andere Kategorie  | andere Kategorie  | andere Kategorie  | andere Kategorie  | andere Kategorie  | andere Kategorie  | andere Kategorie  | andere Kategorie | andere Kategorie  | andere Kategorie  | andere Kategorie  | andere Kategorie  | andere Kategorie  | andere Kategorie  | andere Kategorie  | andere Kategorie | andere Kategorie | 0 / 1       | 2:1         | 67 %        |
| Berlin                       | –                 | –                 | –                 | –                 | –                 | HF                | n. a. bzw. a. K.  | n. a. bzw. a. K.  | n. a. bzw. a. K.  | n. a. bzw. a. K.  | n. a. bzw. a. K.  | n. a. bzw. a. K.  | n. a. bzw. a. K.  | n. a. bzw. a. K. | n. a. bzw. a. K.  | n. a. bzw. a. K.  | n. a. bzw. a. K.  | n. a. bzw. a. K.  | n. a. bzw. a. K.  | n. a. bzw. a. K.  | n. a. bzw. a. K.  | n. a. bzw. a. K. | n. a. bzw. a. K. | 0 / 1       | 4:1         | 80 %        |
| Madrid                       | n. a. bzw. a. K.  | n. a. bzw. a. K.  | n. a. bzw. a. K.  | n. a. bzw. a. K.  | n. a. bzw. a. K.  | n. a. bzw. a. K.  | AF                | 1                 | F                 | F                 | 2                 | –                 | AF                | AF               | –                 | 2                 | 2                 | n. a.             | 2                 | AF                | 2                 | 3                | 1                | 0 / 14      | 22:12       | 65 %        |
| Rom                          | –                 | –                 | –                 | 1                 | –                 | AF                | HF                | 2                 | VF                | AF                | F                 | –                 | VF                | 2                | –                 | 1                 | VF                | VF                | –                 | AF                | 3                 | VF               | 2                | 0 / 16      | 29:14       | 67 %        |
| San Diego                    | a. K.             | –                 | –                 | –                 | 2                 | n. a. bzw. a. K.  | n. a. bzw. a. K.  | n. a. bzw. a. K.  | n. a. bzw. a. K.  | n. a. bzw. a. K.  | n. a. bzw. a. K.  | n. a. bzw. a. K.  | n. a. bzw. a. K.  | n. a. bzw. a. K. | n. a. bzw. a. K.  | n. a. bzw. a. K.  | n. a. bzw. a. K.  | n. a. bzw. a. K.  | n. a. bzw. a. K.  | n. a. bzw. a. K.  | n. a. bzw. a. K.  | n. a. bzw. a. K. | n. a. bzw. a. K. | 0 / 1       | 1:1         | 50 %        |
| Kanada                       | –                 | –                 | –                 | –                 | –                 | HF                | 2                 | HF                | HF                | 2                 | –                 | VF                | AF                | –                | –                 | 2                 | 2                 | n. a.             | VF                | –                 | 2                 | AF               |                  | 0 / 12      | 23:11       | 68 %        |
| Cincinnati                   | n. a. bzw. a. K.  | n. a. bzw. a. K.  | n. a. bzw. a. K.  | n. a. bzw. a. K.  | n. a. bzw. a. K.  | n. a. bzw. a. K.  | AF                | 1                 | –                 | –                 | S                 | –                 | AF                | –                | –                 | 2                 | 2                 | S                 | AF                | 2                 | 2                 | –                |                  | 2 / 10      | 20:8        | 71 %        |
| Tokio                        | –                 | –                 | –                 | –                 | –                 | –                 | VF                | HF                | HF                | VF                | 2                 | n. a. bzw. a. K.  | n. a. bzw. a. K.  | n. a. bzw. a. K. | n. a. bzw. a. K.  | n. a. bzw. a. K.  | n. a. bzw. a. K.  | n. a. bzw. a. K.  | n. a. bzw. a. K.  | n. a. bzw. a. K.  | n. a. bzw. a. K.  | n. a. bzw. a. K. | n. a. bzw. a. K. | 0 / 5       | 11:4        | 73 %        |
| Moskau                       | –                 | –                 | –                 | –                 | VF                | 1                 | n. a. bzw. a. K.  | n. a. bzw. a. K.  | n. a. bzw. a. K.  | n. a. bzw. a. K.  | n. a. bzw. a. K.  | n. a. bzw. a. K.  | n. a. bzw. a. K.  | n. a. bzw. a. K. | n. a. bzw. a. K.  | n. a. bzw. a. K.  | n. a. bzw. a. K.  | n. a. bzw. a. K.  | n. a. bzw. a. K.  | n. a. bzw. a. K.  | n. a. bzw. a. K.  | n. a. bzw. a. K. | n. a. bzw. a. K. | 0 / 2       | 2:2         | 50 %        |
| Guadalajara                  | n. a. bzw. a. K.  | n. a. bzw. a. K.  | n. a. bzw. a. K.  | n. a. bzw. a. K.  | n. a. bzw. a. K.  | n. a. bzw. a. K.  | n. a. bzw. a. K.  | n. a. bzw. a. K.  | n. a. bzw. a. K.  | n. a. bzw. a. K.  | n. a. bzw. a. K.  | n. a. bzw. a. K.  | n. a. bzw. a. K.  | n. a. bzw. a. K. | n. a. bzw. a. K.  | n. a. bzw. a. K.  | n. a. bzw. a. K.  | n. a. bzw. a. K.  | n. a. bzw. a. K.  | HF                | VF                | a. K.            | a. K.            | 0 / 2       | 7:2         | 78 %        |
| Peking                       | nicht ausgetragen | nicht ausgetragen | nicht ausgetragen | nicht ausgetragen | nicht ausgetragen | nicht ausgetragen | 2                 | 2                 | AF                | S                 | 1                 | –                 | –                 | –                | –                 | –                 | –                 | nicht ausgetragen | nicht ausgetragen | nicht ausgetragen | 1                 | –                |                  | 1 / 6       | 8:4         | 67 %        |
| Wuhan                        | nicht ausgetragen | nicht ausgetragen | nicht ausgetragen | nicht ausgetragen | nicht ausgetragen | nicht ausgetragen | nicht ausgetragen | nicht ausgetragen | nicht ausgetragen | nicht ausgetragen | nicht ausgetragen | –                 | 2                 | –                | –                 | –                 | –                 | nicht ausgetragen | nicht ausgetragen | nicht ausgetragen | nicht ausgetragen | –                |                  | 0 / 1       | 1:1         | 50 %        |
| Olympische Spiele            | n. a.             | –                 | nicht ausgetragen | nicht ausgetragen | nicht ausgetragen | AF                | nicht ausgetragen | nicht ausgetragen | nicht ausgetragen | B                 | nicht ausgetragen | nicht ausgetragen | nicht ausgetragen | –                | nicht ausgetragen | nicht ausgetragen | nicht ausgetragen | nicht ausgetragen | –                 | n. a.             | n. a.             | –                | n. a.            | 0 / 2       | 7:2         | 78 %        |
| Billie Jean King Cup         | –                 | –                 | K1                | –                 | K1                | –                 | K1                | K1                | PO                | –                 | –                 | –                 | PO                | PO               | –                 | –                 | HF                | –                 | –                 | –                 | –                 | –                |                  | 0 / 8       | 17:5        | 77 %        |
| Statistik                    | Statistik         | Statistik         | Statistik         | Statistik         | Statistik         | Statistik         | Statistik         | Statistik         | Statistik         | Statistik         | Statistik         | Statistik         | Statistik         | Statistik        | Statistik         | Statistik         | Statistik         | Statistik         | Statistik         | Statistik         | Statistik         | Statistik        | Statistik        | S/N         | S/N         | Sieg%       |
| Turnierteilnahmen            | 2                 | 5                 | 11                | 15                | 19                | 20                | 18                | 22                | 21                | 17                | 14                | 9                 | 15                | 9                | 2                 | 12                | 18                | 7                 | 14                | 14                | 22                | 15               | 10               | Gesamt: 311 | Gesamt: 311 | Gesamt: 311 |
| Erreichte Finals             | 0                 | 0                 | 2                 | 1                 | 2                 | 2                 | 3                 | 4                 | 5                 | 9                 | 6                 | 1                 | 1                 | 3                | 0                 | 0                 | 1                 | 3                 | 1                 | 0                 | 0                 | 0                | 0                | Gesamt: 44  | Gesamt: 44  | Gesamt: 44  |
| Gewonnene Titel              | 0                 | 0                 | 1                 | 0                 | 0                 | 0                 | 3                 | 2                 | 3                 | 6                 | 3                 | 0                 | 0                 | 3                | 0                 | 0                 | 0                 | 1                 | 0                 | 0                 | 0                 | 0                | 0                | Gesamt: 22  | Gesamt: 22  | Gesamt: 22  |
| Hartplatz-Siege/-Niederlagen | 0:2               | 2:1               | 16:6              | 18:8              | 23:11             | 22:11             | 32:10             | 32:12             | 32:11             | 46:5              | 32:6              | 14:7              | 19:9              | 22:1             | 0:0               | 14:7              | 9:11              | 14:4              | 18:6              | 18:10             | 17:13             | 20:10            | 4:6              | 424:167     | 424:167     | 72 %        |
| Sand-Siege/-Niederlagen      | 0:0               | 6:4               | 10:2              | 10:5              | 7:4               | 16:6              | 9:4               | 4:6               | 17:4              | 12:3              | 10:3              | 0:0               | 7:3               | 4:2              | 0:0               | 1:3               | 11:5              | 4:2               | 4:1               | 6:3               | 2:3               | 7:4              | 2:3              | 149:70      | 149:70      | 68 %        |
| Rasen-Siege/-Niederlagen     | 0:0               | 0:0               | 0:0               | 0:1               | 2:2               | 2:2               | 4:1               | 6:2               | 7:2               | 10:2              | 1:0               | 1:2               | 5:1               | 0:0              | 4:2               | 2:2               | 2:2               | 0:0               | 6:2               | 0:0               | 4:3               | 3:1              | 3:1              | 62:28       | 62:28       | 69 %        |
| Teppich-Siege/-Niederlagen   | 0:0               | 0:0               | 0:1               | 1:2               | 2:1               | 0:1               | 0:0               | 0:0               | 0:0               | 0:0               | 0:0               | 0:0               | 0:0               | 0:0              | 0:0               | 0:0               | 0:0               | 0:0               | 0:0               | 0:0               | 0:0               | 0:0              | 0:0              | 3:5         | 3:5         | 38 %        |
| Gesamt-Siege/-Niederlagen    | 0:2               | 8:5               | 26:9              | 29:16             | 34:18             | 40:20             | 45:15             | 42:20             | 56:17             | 68:10             | 43:9              | 15:9              | 31:13             | 26:3             | 4:2               | 17:12             | 22:18             | 18:6              | 28:9              | 24:13             | 23:19             | 30:15            | 9:10             | 638:270     | 638:270     | 70 %        |
| Sieg%                        | 0 %               | 62 %              | 74 %              | 64 %              | 65 %              | 67 %              | 75 %              | 68 %              | 77 %              | 87 %              | 83 %              | 63 %              | 70 %              | 90 %             | 67 %              | 59 %              | 55 %              | 75 %              | 76 %              | 65 %              | 55 %              | 67 %             | 47 %             | Gesamt:     | Gesamt:     | 70 %        |
| Jahresendposition            | –                 | 506               | 146               | 92                | 30                | 15                | 7                 | 10                | 3                 | 1                 | 2                 | 32                | 22                | 13               | 208               | 51                | 50                | 13                | 27                | 27                | 22                | 20               |                  | N/A         | N/A         | N/A         |

Zeichenerklärung: S = Turniersieg; F, HF, VF, AF = Einzug ins Finale / Halbfinale / Viertelfinale / Achtelfinale; 1, 2, 3 = Ausscheiden in der 1. / 2. / 3. Hauptrunde; RR = Round Robin (Gruppenphase); n. a. = nicht ausgetragen; a. K. = andere Kategorie; PO (Play-off) = Auf- und Abstiegsrunde im Billie Jean King Cup; K1, K2, K3 = Teilnahme in der Kontinentalgruppe I, II, III im Billie Jean King Cup.
Anmerkung: Diese Statistik berücksichtigt alle Ergebnisse im Einzel bei ITF- und WTA-Turnieren. Als Quelle dient die WTA-Seite der Spielerin. Dargestellt sind nur WTA-Turniere der Kategorie Tier I (bis 2008), die WTA-Turniere der Kategorien Premier Mandatory und Premier 5 (2009–2020) bzw. die WTA-Turniere der Kategorie 1000 (seit 2021).

### Doppel
| Turnier         | 2007 | 2008 | 2009 | 2010 | 2011 | 2012 | 2013 | 2014 | 2015 | 2016 | 2017 | 2018 | 2019 | 2020 | 2021 | 2022 | 2023 | 2024 | 2025 | Karriere |
| --------------- | ---- | ---- | ---- | ---- | ---- | ---- | ---- | ---- | ---- | ---- | ---- | ---- | ---- | ---- | ---- | ---- | ---- | ---- | ---- | -------- |
| Australian Open | —    | F    | AF   | AF   | F    | —    | —    | —    | —    | —    | —    | —    | 2    | —    | —    | —    | —    | —    | —    | F        |
| French Open     | 1    | VF   | F    | 2    | VF   | —    | —    | —    | —    | —    | —    | —    | AF   | —    | —    | —    | 2    | —    | 1    | F        |
| Wimbledon       | 2    | VF   | AF   | 1    | —    | —    | —    | —    | —    | —    | —    | —    | AF   |      | —    | —    | 2    | —    | —    | VF       |
| US Open         | 1    | 1    | 2    | —    | —    | —    | —    | —    | —    | —    | —    | 2    | F    | AF   | —    | —    | VF   | —    |      | F        |

### Mixed
| Turnier         | 2006 | 2007 | 2008 | 2009 | 2010 | 2011 | 2012 | 2013 | 2014 | 2015 | 2016 | 2017 | 2018 | 2019 | 2020 | 2021 | 2022 | Karriere |
| --------------- | ---- | ---- | ---- | ---- | ---- | ---- | ---- | ---- | ---- | ---- | ---- | ---- | ---- | ---- | ---- | ---- | ---- | -------- |
| Australian Open | —    | F    | 1    | —    | —    | —    | —    | —    | —    | —    | —    | —    | —    | —    | —    | —    | —    | F        |
| French Open     | —    | 1    | S    | —    | —    | —    | —    | —    | —    | —    | —    | —    | —    | —    |      | —    | —    | S        |
| Wimbledon       | —    | 1    | —    | —    | —    | —    | AF   | —    | —    | —    | —    | 1    | F    | —    |      | —    | —    | F        |
| US Open         | AF   | S    | —    | —    | —    | —    | —    | —    | —    | —    | —    | —    | —    | —    |      | —    | 1    | S        |

## Auszeichnungen
- WTA Diamond Aces – 2012 und 2013
- WTA Rückkehrerin des Jahres – 2020[13]